# Stradivarius Barjansky
Pour les articles homonymes, voir Barjansky.

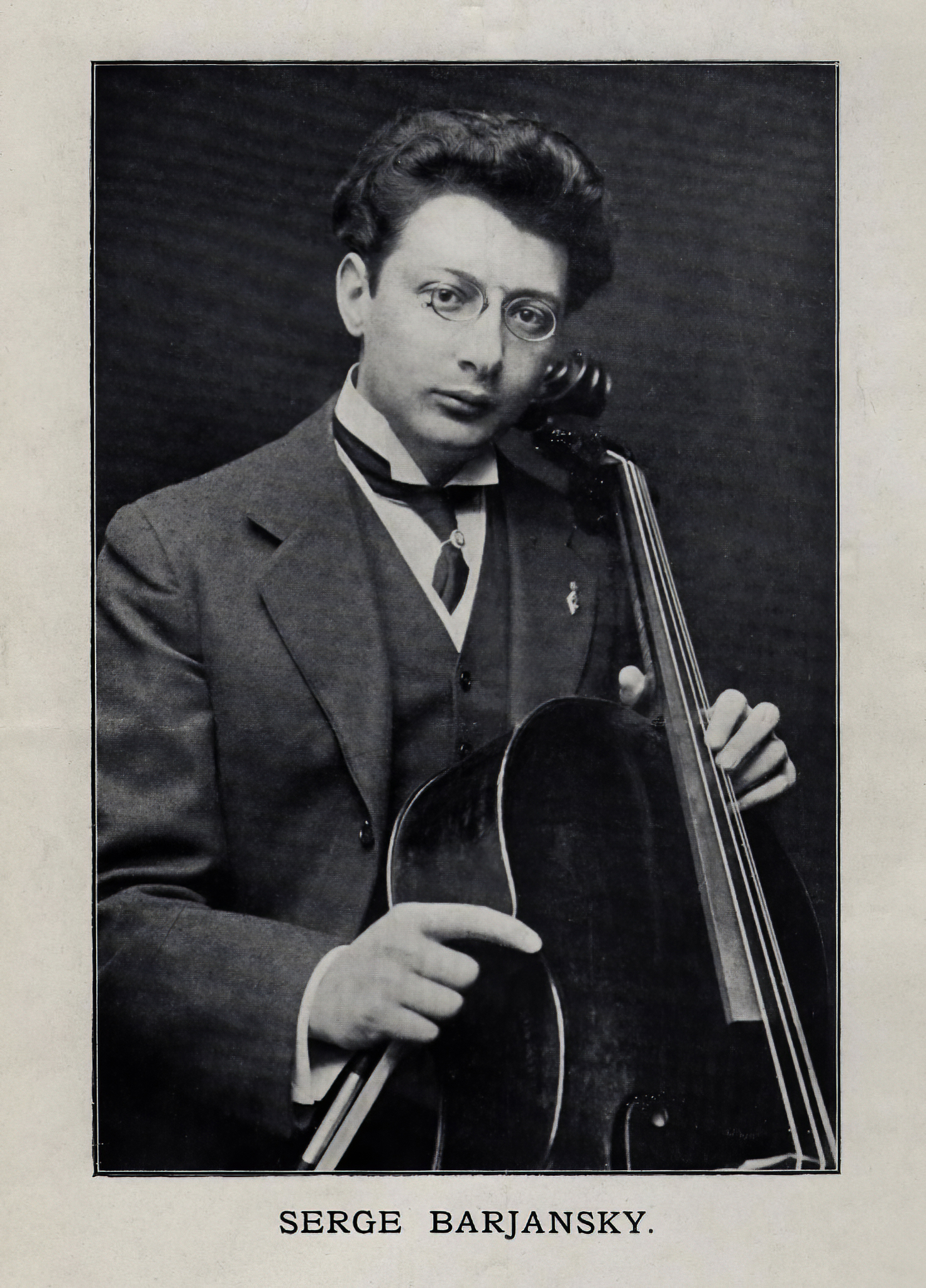
Serge Barjansky

Le stradivarius Barjansky (1690 environ) est un violoncelle fabriqué par Antonio Stradivari. Il est ainsi nommé d'après le violoncelliste russe Alexandre Barjansky, qui a joué de cet instrument au cours de la première moitié du XXe siècle. Barjansky était également le dédicataire de Schelomo d'Ernest Bloch, qui a été joué sur cet instrument, ainsi que la première de son Concerto pour violoncelle par Frederick Delius.
Depuis 1983, le stradivarius Barjansky a été utilisé par Julian Lloyd Webber, qui a enregistré avec lui plus de trente enregistrements primés.